# Distrito de Les Mamelles
Les Mamelles es un distrito administrativo de la República de Seychelles, en la isla de Mahe. Su clima es cálido, y su relieve es llano y de poca altura.